# Liste der brasilianischen Botschafter in Serbien
| Ernannt / Akkreditiert | Name                                                    | Bemerkungen                                                                                 | ernannt von                          | akkreditiert bei | Posten verlassen |
| ---------------------- | ------------------------------------------------------- | ------------------------------------------------------------------------------------------- | ------------------------------------ | ---------------- | ---------------- |
| 3. Juni 1939           | Carlos Alves de Souza Filho                             |                                                                                             | Getúlio Vargas                       | Peter II.        | 23. Mai 1941     |
| 24. Mai 1941           |                                                         | Ohne diplomatische Vertretung                                                               | Getúlio Vargas                       | Peter II.        | 12. Juni 1941    |
| 1941                   | Joaquim de Souza Leâo Filho                             | Geschäftsträger                                                                             | Getúlio Vargas                       | Peter II.        | 1943             |
| 10. Jan. 1943          |                                                         | Ohne diplomatische Vertretung                                                               | Eurico Gaspar Dutra                  | Ivan Ribar       | 17. Juni 1947    |
| 18. Aug. 1947          | Ruy Ribeiro Couto                                       | (* 1898 in Santos) ab 3. Mai 1952 außerordentlicher Gesandter und Ministre plénipotentiaire | Eurico Gaspar Dutra                  | Josip Broz Tito  | 29. Apr. 1963    |
| 1963                   | Lauro Escorel Rodrigues de Moraes                       | Geschäftsträger                                                                             | Jânio Quadros                        | Josip Broz Tito  |                  |
| 1963                   | Carlos Noroberto de Oliveira Pares                      | Geschäftsträger                                                                             | Jânio Quadros                        | Josip Broz Tito  |                  |
| 1963                   | Luiz de Almeida Nogueira Porto                          | Geschäftsträger                                                                             | Jânio Quadros                        | Josip Broz Tito  | 1964             |
| 20. Feb. 1964          | Moacir Ribeiro Briggs                                   |                                                                                             | Pascoal Ranieri Mazzilli             | Josip Broz Tito  | 9. Juli 1965     |
| 1965                   | Paul de Oliveira Versiani Cunha                         | Geschäftsträger                                                                             | Humberto Castelo Branco              | Josip Broz Tito  | 1966             |
| 18. Feb. 1966          | Mozart Gurgel Valente                                   |                                                                                             | Humberto Castelo Branco              | Josip Broz Tito  | 6. Nov. 1966     |
| 1968                   | José Maria Diniz Ruiz da Gamboa                         | Geschäftsträger                                                                             | Artur da Costa e Silva               | Josip Broz Tito  | 1969             |
| 30. Juli 1969          | Donatello Grieco                                        |                                                                                             | Aurélio de Lira Tavares              | Josip Broz Tito  | 5. Jan. 1975     |
| 6. Jan. 1975           | Miguel Pedro de Vasconcellos Souza                      | Geschäftsträger                                                                             | Ernesto Geisel                       | Josip Broz Tito  | 17. März 1975    |
| 18. März 1975          | Donatello Grieco                                        |                                                                                             | Ernesto Geisel                       | Josip Broz Tito  | 22. Juni 1975    |
| 23. Juni 1975          | Itajuba de Almeida Rodrigues                            | Geschäftsträger                                                                             | Ernesto Geisel                       | Josip Broz Tito  | 30. Juni 1975    |
| 1. Juli 1975           | Donatello Grieco                                        |                                                                                             | Ernesto Geisel                       | Josip Broz Tito  | 1. Sep. 1975     |
| 2. Sep. 1975           | Itajuba de Almeida Rodrigues                            | Geschäftsträger                                                                             | Ernesto Geisel                       | Josip Broz Tito  | 9. Nov. 1975     |
| 10. Nov. 1975          | Frank Henry Teixeira de Mesquita                        |                                                                                             | Ernesto Geisel                       | Josip Broz Tito  | 31. Dez. 1975    |
| 11. Okt. 1977          | Miguel Paulo José Maria da Silva Paranhos do Rio-Branco |                                                                                             | Ernesto Geisel                       | Josip Broz Tito  | 1984             |
| 27. Nov. 1984          | Cláudio Garcia de Souza                                 |                                                                                             | João Baptista de Oliveira Figueiredo | Milka Planinc    | 9. Juli 1987     |
| 1. Sep. 1987           | José Olympio Rache de Almeida                           |                                                                                             | José Sarney                          | Branko Mikulić   |                  |
| 1994                   | Antonio Amaral de Sampaio                               |                                                                                             | Itamar Franco                        | Nikola Šainović  | 1996             |
| 2000                   | Mário da Graça Roiter                                   | Geschäftsträger                                                                             | Fernando Henrique Cardoso            | Radoman Božović  | 2001             |
| 2012                   | Alexandre Addor Neto                                    |                                                                                             | Dilma Rousseff                       | Ivica Dačić      |                  |